# Zurich (Praxis album)
Zurich är ett livealbum av Praxis, släpptes 2005 av märket Innerhythmic. Albumet är en inspelning av deras resultat på Jazznojazz Festival i Zürich, Schweiz den 21 juni 1996. Andra utvalda delar spelades in live på Knitting Factory, New York den 30 juni 2000.
Låten Transmutation var ursprungligen bara en låt, men delades upp i 5 delar för den slutliga låtlistan. Låten Giant Robot är en version av låten från albumet Bucketheadland av gitarristen Buckethead 1992.

## Låtlista
1. Transmutation 1:04
2. Flame War 3:34
3. Transmutation 2 3:14
4. Buckethead Audio Virus 2:11
5. Theatre of Eternal Turntables (i tre delar) 5:19
6. Transmutation 3 - Fresh Impression 3:45
7. Telematic Circuit Break (i två delar) 4:38
8. Low Bass Monster 5:01
9. Ekstasis 4:00
10. Flicker 1:27
11. Compressed Signal Cuts 7:14
12. Transmutation 4 2:41
13. Cut-Chaos 2:50
14. Giant Robot 4:18
15. Direct Hit 2:32
16. Transmutation 5 5:27
17. Undercurrent 5:59